# Panicum lacustre
Panicum lacustre är en gräsart som beskrevs av Charles Leo Hitchcock och Erik Leonard Ekman. Panicum lacustre ingår i släktet vipphirser, och familjen gräs. Inga underarter finns listade i Catalogue of Life.